# Tachov (distrikt)
Tachov (tjeckiska: okres Tachov) är ett distrikt i Tjeckien. Det ligger i regionen Plzeň, i den västra delen av landet, 120 km väster om huvudstaden Prag. Antalet invånare är 51 656. Arean är 1 379 kvadratkilometer. Distriktet Tachov gränsar till Landkreis Tirschenreuth, Landkreis Neustadt an der Waldnaab, distriktet Cheb och distriktet Karlovy Vary.
Terrängen i distriktet Tachov är kuperad åt nordväst, men åt sydost är den platt.
Distriktet Tachov delas in i:
- Zadní Chodov
- Konstantinovy Lázně
- Tachov
- Zhoř
- Halže
- Záchlumí
- Černošín
- Únehle
- Částkov
- Horní Kozolupy
- Benešovice
- Bezdružice
- Sytno
- Brod nad Tichou
- Skapce
- Hošťka
- Staré Sedliště
- Bor
- Kočov
- Broumov
- Stříbro
- Přimda
- Cebiv
- Chodová Planá
- Chodský Újezd
- Ctiboř
- Dlouhý Újezd
- Staré Sedlo
- Stráž
- Studánka
- Erpužice
- Svojšín
- Lestkov
- Tisová
- Sulislav
- Kokašice
- Třemešné
- Kladruby
- Planá
- Kostelec
- Kšice
- Vranov
- Lesná
- Prostiboř
- Lom u Tachova
- Milíře
- Obora
- Olbramov
- Ošelín
- Rozvadov
- Trpísty

Följande samhällen finns i distriktet Tachov:
- Tachov
- Stříbro
- Planá
- Kladruby
- Konstantinovy Lázně
- Blatnice
- Dlouhý Újezd
- Milíře